# Veronica triphyllos
Véronique à trois feuilles, Véronique trifoliée
Espèce
La Véronique à trois feuilles ou Véronique trifoliée (Veronica triphyllos) est une espèce de plantes annuelles de la famille des Plantaginacées.